# Ollósfarkú tirannusz
Az ollósfarkú tirannusz (Tyrannus forficatus) a madarak osztályának a verébalakúak (Passeriformes) rendjéhez, ezen belül a királygébicsfélék (Tyrannidae) családjához tartozó faj. A madár Oklahoma nemzeti jelképe.

## Rendszerezése
A fajt Johann Friedrich Gmelin német természettudós írta le 1789-ben, a Muscicapa nembe Muscicapa forficata néven. Helytelenül használták a Muscicapa forficata nevet is.

## Előfordulása
Az Amerikai Egyesült Államok déli részén és Mexikóban fészkel, telelni Közép-Amerikába vonul. Természetes élőhelyei a mérsékelt övi erdők, szubtrópusi vagy trópusi száraz erdők, síkvidéki és hegyi esőerdők, füves puszták, szavannák és cserjések, szántóföldek, másodlagos erdők és városi régiók.

## Megjelenése
Testhossza 38 centiméter, testtömege 38–40 gramm. Sötét szárnya és ollószerűen elágazó, hosszú fekete farka van. Csőre és szeme is fekete.
|  |

## Természetvédelmi helyzete
Az elterjedési területe rendkívül nagy, egyedszáma ugyan csökken, de még nem éri el kritikus szintet. A Természetvédelmi Világszövetség Vörös listáján nem fenyegetett fajként szerepel.